# Forschungsdatenzentren der amtlichen Statistik
Die 2001/2002 eingerichteten Forschungsdatenzentren der amtlichen Statistik sind Einrichtungen der Forschungsdateninfrastruktur Deutschlands. Sie dienen dem verbesserten Zugang der Wissenschaft zu den Mikrodaten der amtlichen Statistik. Von den Statistischen Landesämtern und dem Statistischen Bundesamt wurden auf Empfehlung der Kommission zur Verbesserung der informationellen Infrastruktur zwischen Wissenschaft und Statistik zwei solcher Forschungsdatenzentren eingerichtet, das Forschungsdatenzentrum der Statistischen Landesämter und das Forschungsdatenzentrum des Statistischen Bundesamtes.

## Allgemeines
Mit diesen beiden Einrichtungen intensivieren die statistischen Ämter des Bundes und der Länder in Deutschland ihre Bemühungen, Mikrodaten der amtlichen Statistik für wissenschaftliche Analysen zugänglich zu machen. Mit einander ergänzenden Arbeits- und Strukturschwerpunkten sollen die Forschungsdatenzentren dem wachsenden Datenbedarf der empirisch arbeitenden Wissenschaft gerecht werden. In enger Zusammenarbeit der beiden Forschungsdatenzentren soll auf diese Weise ein abgestimmtes Dienstleistungsangebot für die wissenschaftliche Nutzung von Mikrodaten der amtlichen Statistiken geschaffen werden.
In der Aufbauphase werden beide Projekte vom Bundesministerium für Bildung und Forschung (BMBF) finanziell gefördert.

## Ziele und Aufgaben
Das grundlegende Ziel der Forschungsdatenzentren der Statistischen Ämter des Bundes und der Länder besteht darin, den Zugang zu den Mikrodaten der amtlichen Statistik und deren Nutzungsmöglichkeiten durch die Einrichtung unterschiedlicher Datennutzungswege zu verbessern. Eine wesentliche Voraussetzung für das Erreichen dieses Ziels besteht in der grundsätzlichen Verbesserung der Dateninfrastruktur durch deren Regionalisierung sowie durch den Aufbau einer fachlich zentralisierten Datenhaltung für ausgewählte Statistiken und durch die Einrichtung eines Metadatensystems.

## Fachlich zentralisierte Datenhaltung
In Deutschland wird der überwiegende Teil der Statistiken dezentral in den Statistischen Landesämtern durchgeführt, so dass dort über 90 Prozent aller Mikrodaten der amtlichen Statistik erhoben, aufbereitet und gespeichert werden. Da sich wissenschaftliche Analysen in der Regel jedoch auf mehrere Bundesländer oder das gesamte Bundesgebiet beziehen, richten die Statistischen Landesämter eine fachlich zentralisierte Datenhaltung ein. Mit dieser wird es möglich sein, die Mikrodaten der amtlichen Statistik länderübergreifend an allen regionalen Standorten der beiden Forschungsdatenzentren bereitzustellen und zu nutzen.

## Regionalisierte Infrastruktur
Als Teil einer neuen Infrastruktur zur Datenbereitstellung bieten die Forschungsdatenzentren u. a. die Nutzung faktisch anonymisierter Mikrodaten in einem der Statistischen Ämter an – als Teil der sogenannten On-Site-Nutzung. Im Statistischen Bundesamt und in den Statistischen Landesämtern werden zu diesem Zweck abgeschottete PC-Arbeitsplätze für Gastwissenschaftler eingerichtet. Durch die Präsenz in allen Bundesländern wird für die Wissenschaft ein flächendeckender Zugang zu dieser Nutzungsform sichergestellt.

## Metadatensystem
Damit die Mikrodaten der amtlichen Statistik analysiert und interpretiert werden können, sind umfassende Hintergrundinformationen über die Datensätze sowie über die Erhebung, die Aufbereitung und die Qualität der Daten nötig. Hierfür werden die Forschungsdatenzentren der Statistischen Ämter des Bundes und der Länder ein Metadatensystem entwickeln, in dem sich die Nutzer via Internet über die Erhebungen der amtlichen Statistik informieren können.